# 漫畫科學
《漫畫科學》（日语：まんがサイエンス）是由日本漫畫家淺利義遠創作的科學學習漫畫系列，1987年10月開始在學研教育出版社出版的《5年の科学》等雜誌上連載。1991年6月出版首集單行本，至2013年8月，已出版14集。臺灣尖端出版於1997年曾以《科學小神通》之名發行1至4集的繁體中文版本，後再於2005年以《我是科學小博士》之名發行繁體中文版本，但僅出版至第9集。

## 內容
漫畫為短篇形式，以四名小學生的日常生活為主軸，然而每集都會有一名不同專長、造型各異的『專家』登場（一般外觀為物品或生物的擬人化），負責替主角們講解科學知識。

### 角色
| 日語原名     | 尖端出版社譯名 | 簡介 |
| よしおクン   | 良雄           | 五年級小學生，個性嚴謹的少年，對於科學的知識算是相當豐富。於首話登場，連載之初沒有正式名字，1988年4月、5月號開始徵名，同年7月號正式公佈名稱。                                        |
| あさりちゃん | 麻理           | 五年級小學生，和良雄搭檔的短髮少女，於首話登場。最初是設定為搞笑的角色，但在小綾登場後，個性被修正為較為理智。她對於小綾有強大的競爭意識，兩人經常會為了小事情而吵架。               |
| あやめちゃん | 小綾           | 五年級小學生，雙馬尾少女，於特別版首次登場，後成為固定角色。個性開朗、精力充沛，經常不假思索地胡說八道。她也是一個大胃王。基於上述原因，有時會受到其他成員（尤其是麻理）諷刺和挖苦。 |
| まなぶクン   | 學文           | 五年級小學生，戴眼鏡的少年，於第二篇特別版首次登場後成為固定角色。算是主角群中最正常的成員。他和良雄一樣，擁有較為豐富的科學知識。                                                   |

## 出版書籍
以下1至9卷標題為臺灣尖端出版的官方譯名，10至14卷標題為字面直譯：
| 卷數 | 標題                       | 學研出版 月刊コミックNORA | 學研出版 月刊コミックNORA |
| 卷數 | 標題                       | 發售日期                  | ISBN                      |
| ---- | -------------------------- | ------------------------- | ------------------------- |
| 1    | （我是科學小博士）         | 1991年6月初版             | ISBN 4-0510-5755-0        |
| 2    | （火箭的製作方法）         | 1992年5月初版             | ISBN 4-0510-6222-8        |
| 3    | （讓機器人豐富我們的生活） | 1993年7月初版             | ISBN 4-0560-0148-0        |
| 4    | （愛護我們的地球先生）     | 1994年8月初版             | ISBN 4-0560-0693-8        |
| 5    | （遨遊無窮的宇宙）         | 1995年12月初版            | ISBN 4-0560-1183-4        |
| 6    | （物理學的惡作劇）         | 1998年3月初版             | ISBN 4-0560-1875-8        |
| 7    | （「看」的科學）           | 2000年12月初版            | ISBN 4-0560-2252-6        |
| 8    | （機器人的發展之路）       | 2002年8月3日初版          | ISBN 4-0560-2881-8        |
| 9    | （身體大探險）             | 2004年8月3日初版          | ISBN 4-0560-3613-6        |
| 10   | （生活與科技）             | 2006年12月7日初版         | ISBN 4-0560-4626-3        |
| 11   | （我們的宇宙船）           | 2008年4月3日初版          | ISBN 978-4-0560-7005-7    |
| 12   | （生活的科學）             | 2010年9月17日初版         | ISBN 978-4-0560-7077-4    |
| 13   | （很多的科學）             | 2011年8月31日初版         | ISBN 978-4-0560-7086-6    |
| 14   | （如何對待科學）           | 2013年8月27日初版         | ISBN 978-4-0560-7096-5    |

## 外部連結
- まんがサイエンス編集部的X（前Twitter）